# URSS
URSS (издательская группа URSS, Editorial URSS) — российская издательская компания, выпускает учебную и научную литературу, в том числе монографии, журналы, сборники трудов РАН, НИИ и учебных заведений; основные тематики — физика, математика, лингвистика, филология. Формально разделена на пять издательств — «Либроком», «КомКнига», «Едиториал УРСС», «ЛКИ», «Ленанд».

## История
Основана в 1995 году, выпустила более 13000 наименований книг на русском и европейских языках. Некоторые книжные серии — «Синергетика в гуманитарных науках», «Классический университетский учебник», «Науку — всем!», «Физико-математическое наследие». С 1996 по 2010 год издавало «Труды Московского математического общества». С 2000 года выпускает «Французский ежегодник»; к 2015 году выпущено более 1300 словарей (как репринтные переиздания, так и переводные издания и современные издания).

## Критика
Критиковалась биологом Г. А. Базыкиным за выпуск книги Петра Кононкова «Два мира — две идеологии», содержащей поддержку лысенковщины.